# Kop-romplengte
De kop-romplengte, kroon-romplengte of kop-stuitlengte is een term om de afmetingen van een bepaalde diersoort aan te geven (voornamelijk bij zoogdieren, maar ook bij hagedissen, krokodilachtigen en salamanders). De kop-romplengte is de afstand van de top van de snuit tot het begin van de staart (bij grotere dieren) of tot de anus (bij kleinere dieren).
De kop-romplengte verschilt van de lichaamslengte of totale lengte doordat de lengte van de staart bij de kop-romplengte niet wordt meegenomen, en bij de lichaamslengte wel. Vaak wordt bij de kop-romplengte ook de staartlengte apart vermeld.
Bij een zwangerschap wordt de kroon-romplengte van de foetus gemeten voor het bepalen van de leeftijd van de foetus.
De kop-romplengte wordt bij kleinere dieren opgemeten door het dier met de buik naar boven op een schuifmaat te leggen. Bij grotere dieren wordt een meetlint gebruikt. De rondingen van het lichaam worden hierbij meegenomen.
| Maximale kop-romplengte van enkele mannetjesdieren (centimeter) | Maximale kop-romplengte van enkele mannetjesdieren (centimeter) |
| --------------------------------------------------------------- | --------------------------------------------------------------- |
| Savanneolifant                                                  | 730                                                             |
| Giraffe                                                         | 480                                                             |
| Witte neushoorn                                                 | 400                                                             |
| Bengaalse tijger                                                | 310                                                             |
| IJsbeer                                                         | 250                                                             |
| Edelhert                                                        | 210                                                             |
| Luipaard                                                        | 190                                                             |
| Westelijke gorilla                                              | 170                                                             |
| Rode reuzenkangoeroe                                            | 140                                                             |
| Vos                                                             | 41                                                              |
| Wezel                                                           | 31,4                                                            |
| Dwergmuis                                                       | 8                                                               |
| Wimperspitsmuis                                                 | 5,2                                                             |